# قهرمانی کشتی جهان
قهرمانی کشتی جهان رویداد قهرمانی جهان ورزش کشتی می‌باشد که از سوی اتحادیهٔ جهانی کشتی سازماندهی و برگزار می‌شود.
رقابت‌های فرنگی مردان در ۱۹۰۴ و رقابت‌های آزاد مردان در ۱۹۵۱ آغاز گردید. رقابت‌های آزاد زنان نیز از ۱۹۸۷ آغاز شد.

## رقابت‌ها

### آزاد مردان
| سال  | زمان               | شهر و کشور میزبان            | تیم قهرمان          |
| ---- | ------------------ | ---------------------------- | ------------------- |
| ۱۹۵۱ | آوریل ۲۶–۲۹        | هلسینکی، فنلاند              | ترکیه               |
| ۱۹۵۴ | می ۲۲–۲۵           | توکیو، ژاپن                  | ترکیه               |
| ۱۹۵۷ | ژوئن ۱–۲           | استانبول، ترکیه              | ترکیه               |
| ۱۹۵۹ | اکتبر ۱–۵          | تهران، ایران                 | اتحاد جماهیر شوروی  |
| ۱۹۶۱ | ژوئن ۲–۴           | یوکوهاما، ژاپن               | ایران               |
| ۱۹۶۲ | ژوئن ۲۱–۲۳         | تولیدو، ایالات متحده آمریکا  | اتحاد جماهیر شوروی  |
| ۱۹۶۳ | می ۳۱ – ژوئن ۲     | صوفیه، بلغارستان             | اتحاد جماهیر شوروی  |
| ۱۹۶۵ | ژوئن ۱–۳           | منچستر، بریتانیا             | ایران               |
| ۱۹۶۶ | ژوئن ۱۶–۱۸         | تولیدو، ایالات متحده آمریکا  | ترکیه               |
| ۱۹۶۷ | نوامبر ۱۲–۱۴       | دهلی نو، هند                 | اتحاد جماهیر شوروی  |
| ۱۹۶۹ | مارس ۸–۱۰          | مار دل پلاتا، آرژانتین       | اتحاد جماهیر شوروی  |
| ۱۹۷۰ | ژوئیه ۹–۱۱         | ادمونتون، کانادا             | اتحاد جماهیر شوروی  |
| ۱۹۷۱ | اوت ۲۷–۳۰          | صوفیه، بلغارستان             | اتحاد جماهیر شوروی  |
| ۱۹۷۳ | سپتامبر ۶–۹        | تهران، ایران                 | اتحاد جماهیر شوروی  |
| ۱۹۷۴ | اوت ۲۹– سپتامبر ۱  | استانبول، ترکیه              | اتحاد جماهیر شوروی  |
| ۱۹۷۵ | سپتامبر ۵–۱۸       | مینسک، شوروی                 | اتحاد جماهیر شوروی  |
| ۱۹۷۷ | اکتبر ۲۱–۲۳        | لوزان، سوئیس                 | اتحاد جماهیر شوروی  |
| ۱۹۷۸ | اوت ۲۴–۲۷          | مکزیکو سیتی، مکزیک           | اتحاد جماهیر شوروی  |
| ۱۹۷۹ | اوت ۲۵–۲۸          | سن دیگو، ایالات متحده آمریکا | اتحاد جماهیر شوروی  |
| ۱۹۸۱ | سپتامبر ۱۱–۱۴      | اسکوپیه، یوگسلاوی            | اتحاد جماهیر شوروی  |
| ۱۹۸۲ | اوت ۱۱–۱۴          | ادمونتون، کانادا             | اتحاد جماهیر شوروی  |
| ۱۹۸۳ | سپتامبر ۲۶–۲۹      | کی‌یف، شوروی                  | اتحاد جماهیر شوروی  |
| ۱۹۸۵ | اکتبر ۱۰–۱۳        | بوداپست، مجارستان            | اتحاد جماهیر شوروی  |
| ۱۹۸۶ | اکتبر ۱۹–۲۲        | بوداپست، مجارستان            | اتحاد جماهیر شوروی  |
| ۱۹۸۷ | اوت ۲۶–۲۹          | کلرمون-فران، فرانسه          | اتحاد جماهیر شوروی  |
| ۱۹۸۹ | اوت ۳۱ – سپتامبر ۳ | مارتینی، سوئیس               | اتحاد جماهیر شوروی  |
| ۱۹۹۰ | سپتامبر ۶–۹        | توکیو، ژاپن                  | اتحاد جماهیر شوروی  |
| ۱۹۹۱ | اکتبر ۳–۶          | وارنا، بلغارستان             | اتحاد جماهیر شوروی  |
| ۱۹۹۳ | اوت ۲۵–۲۸          | تورنتو، کانادا               | ایالات متحده آمریکا |
| ۱۹۹۴ | اوت ۲۵–۲۸          | استانبول، ترکیه              | ترکیه               |
| ۱۹۹۵ | اوت ۱۰–۱۳          | آتلانتا، ایالات متحده آمریکا | ایالات متحده آمریکا |
| ۱۹۹۷ | اوت ۲۸–۳۱          | کراسنویارسک، روسیه           | روسیه               |
| ۱۹۹۸ | سپتامبر ۸–۱۱       | تهران، ایران                 | ایران               |
| ۱۹۹۹ | اکتبر ۷–۱۰         | آنکارا، ترکیه                | روسیه               |
| ۲۰۰۱ | نوامبر ۲۲–۲۵       | صوفیه، بلغارستان             | روسیه               |
| ۲۰۰۲ | سپتامبر ۷–۹        | تهران، ایران                 | ایران               |
| ۲۰۰۳ | سپتامبر ۱۲–۱۴      | نیویورک، ایالات متحده آمریکا | گرجستان             |

### فرنگی مردان
| سال  | زمان          | شهر و کشور میزبان            | تیم قهرمان         |
| ---- | ------------- | ---------------------------- | ------------------ |
| ۱۹۰۴ | می ۲۳–۲۶      | وین، اتریش-مجارستان          | —                  |
| ۱۹۰۵ | می ۸–۱۰       | برلین، آلمان                 | —                  |
| ۱۹۰۷ | می ۲۰         | فرانکفورت، آلمان             | —                  |
| ۱۹۰۸ | دسامبر ۸–۹    | وین، اتریش-مجارستان          | —                  |
| ۱۹۰۹ | اکتبر ۳       | وین، اتریش-مجارستان          | —                  |
| ۱۹۱۰ | ژوئن ۶        | دوسلدورف، آلمان              | —                  |
| ۱۹۱۱ | مارس ۲۵–۲۸    | هلسینکی، امپراتوری روسیه     | —                  |
| ۱۹۱۳ | ژوئن ۲۷–۲۸    | وروتسواف، آلمان              | —                  |
| ۱۹۲۰ | سپتامبر ۴–۸   | وین، اتریش                   | —                  |
| ۱۹۲۱ | نوامبر ۵–۸    | هلسینکی، فنلاند              | —                  |
| ۱۹۲۲ | مارس ۸–۱۱     | استکهلم، سوئد                | —                  |
| ۱۹۵۰ | مارس ۲۰–۲۳    | استکهلم، سوئد                | سوئد               |
| ۱۹۵۳ | آوریل ۱۷–۱۹   | ناپل، ایتالیا                | اتحاد جماهیر شوروی |
| ۱۹۵۵ | آوریل ۲۱–۲۵   | کارلسروهه، آلمان غربی        | اتحاد جماهیر شوروی |
| ۱۹۵۸ | ژوئیه ۲۱–۲۴   | بوداپست، مجارستان            | اتحاد جماهیر شوروی |
| ۱۹۶۱ | ژوئن ۵–۷      | یوکوهاما، ژاپن               | اتحاد جماهیر شوروی |
| ۱۹۶۲ | ژوئن ۲۵–۲۷    | تولیدو، ایالات متحده آمریکا  | اتحاد جماهیر شوروی |
| ۱۹۶۳ | ژوئیه ۱–۳     | هلسینگبورگ، سوئد             | اتحاد جماهیر شوروی |
| ۱۹۶۵ | ژوئن ۶–۸      | تامپره، فنلاند               | اتحاد جماهیر شوروی |
| ۱۹۶۶ | ژوئن ۲۰–۲۲    | تولیدو، ایالات متحده آمریکا  | اتحاد جماهیر شوروی |
| ۱۹۶۷ | سپتامبر ۱–۳   | بخارست، رومانی               | اتحاد جماهیر شوروی |
| ۱۹۶۹ | مارس ۳–۵      | مار دل پلاتا، آرژانتین       | اتحاد جماهیر شوروی |
| ۱۹۷۰ | ژوئیه ۴–۶     | ادمونتون، کانادا             | اتحاد جماهیر شوروی |
| ۱۹۷۱ | سپتامبر ۲–۵   | صوفیه، بلغارستان             | بلغارستان          |
| ۱۹۷۳ | سپتامبر ۱۱–۱۴ | تهران، ایران                 | اتحاد جماهیر شوروی |
| ۱۹۷۴ | اکتبر ۱۰–۱۳   | کاتوویتس، لهستان             | اتحاد جماهیر شوروی |
| ۱۹۷۵ | سپتامبر ۱۱–۱۴ | مینسک، شوروی                 | اتحاد جماهیر شوروی |
| ۱۹۷۷ | اکتبر ۱۴–۱۷   | یوتبری، سوئد                 | اتحاد جماهیر شوروی |
| ۱۹۷۸ | اوت ۲۰–۲۳     | مکزیکو سیتی، مکزیک           | اتحاد جماهیر شوروی |
| ۱۹۷۹ | اوت ۲۱–۲۴     | سن دیگو، ایالات متحده آمریکا | اتحاد جماهیر شوروی |
| ۱۹۸۱ | اوت ۲۸–۳۰     | اسلو، نروژ                   | اتحاد جماهیر شوروی |
| ۱۹۸۲ | سپتامبر ۹–۱۲  | کاتوویتس، لهستان             | اتحاد جماهیر شوروی |
| ۱۹۸۳ | سپتامبر ۲۲–۲۵ | کی‌یف، شوروی                  | اتحاد جماهیر شوروی |
| ۱۹۸۵ | اوت ۸–۱۱      | کولبوتن، نروژ                | اتحاد جماهیر شوروی |
| ۱۹۸۶ | اکتبر ۲۳–۲۶   | بوداپست، مجارستان            | اتحاد جماهیر شوروی |
| ۱۹۸۷ | اوت ۱۹–۲۲     | کلرمون-فران، فرانسه          | اتحاد جماهیر شوروی |
| ۱۹۸۹ | اوت ۲۴–۲۷     | مارتینی، سوئیس               | اتحاد جماهیر شوروی |
| ۱۹۹۰ | نوامبر ۱۹–۲۱  | اوستیا، ایتالیا              | اتحاد جماهیر شوروی |
| ۱۹۹۱ | سپتامبر ۲۷–۳۰ | وارنا، بلغارستان             | اتحاد جماهیر شوروی |
| ۱۹۹۳ | سپتامبر ۱۶–۱۹ | استکهلم، سوئد                | روسیه              |
| ۱۹۹۴ | سپتامبر ۸–۱۱  | تامپره، فنلاند               | روسیه              |
| ۱۹۹۵ | اکتبر ۱۲–۱۵   | پراگ، چک                     | روسیه              |
| ۱۹۹۷ | سپتامبر ۱۰–۱۳ | وروتسواف، لهستان             | روسیه              |
| ۱۹۹۸ | اوت ۲۷–۳۰     | یوله، سوئد                   | روسیه              |
| ۱۹۹۹ | سپتامبر ۲۳–۲۶ | پیرئاس، یونان                | روسیه              |
| ۲۰۰۱ | دسامبر ۶–۹    | پیرئاس، یونان                | کوبا               |
| ۲۰۰۲ | سپتامبر ۲۰–۲۲ | مسکو، روسیه                  | روسیه              |
| ۲۰۰۳ | اکتبر ۲–۵     | کرتی، فرانسه                 | گرجستان            |

### آزاد زنان
| سال  | زمان             | شهر و کشور میزبان            | تیم قهرمان          |
| ---- | ---------------- | ---------------------------- | ------------------- |
| ۱۹۸۷ | اکتبر ۲۴–۲۵      | لورنسکوگ، نروژ               | نروژ                |
| ۱۹۸۹ | اوت ۲۴–۲۵        | مارتینی، سوئیس               | ژاپن                |
| ۱۹۹۰ | ژوئن ۲۹– ژوئیه ۱ | لولئو، سوئد                  | ژاپن                |
| ۱۹۹۱ | اوت ۲۴–۲۵        | توکیو، ژاپن                  | ژاپن                |
| ۱۹۹۲ | سپتامبر ۴–۵      | ویوربن، فرانسه               | ژاپن                |
| ۱۹۹۳ | اوت ۷–۸          | استاورن، نروژ                | ژاپن                |
| ۱۹۹۴ | اوت ۶–۷          | صوفیه، بلغارستان             | ژاپن                |
| ۱۹۹۵ | سپتامبر ۹–۱۱     | مسکو، روسیه                  | روسیه               |
| ۱۹۹۶ | اوت ۲۹–۳۱        | صوفیه، بلغارستان             | ژاپن                |
| ۱۹۹۷ | ژوئیه ۱۰–۱۲      | کلرمون-فران، فرانسه          | ژاپن                |
| ۱۹۹۸ | اکتبر ۸–۱۰       | پوزنان، لهستان               | روسیه               |
| ۱۹۹۹ | سپتامبر ۱۰–۱۲    | بودن، سوئد                   | ایالات متحده آمریکا |
| ۲۰۰۰ | سپتامبر ۱–۳      | صوفیه، بلغارستان             | ژاپن                |
| ۲۰۰۱ | نوامبر ۲۲–۲۵     | صوفیه، بلغارستان             | چین                 |
| ۲۰۰۲ | نوامبر ۲–۳       | خالکیس، یونان                | ژاپن                |
| ۲۰۰۳ | سپتامبر ۱۲–۱۴    | نیویورک، ایالات متحده آمریکا | ژاپن                |

### مشترک
| سال  | زمان                 | شهر و کشور میزبان             | تیم قهرمان          | تیم قهرمان          | تیم قهرمان       |
| سال  | زمان                 | شهر و کشور میزبان             | آزاد مردان          | فرنگی مردان         | آزاد زنان        |
| ---- | -------------------- | ----------------------------- | ------------------- | ------------------- | ---------------- |
| ۲۰۰۵ | سپتامبر ۲۶ – اکتبر ۲ | بوداپست، مجارستان             | روسیه               | مجارستان            | ژاپن             |
| ۲۰۰۶ | سپتامبر ۲۵– اکتبر ۱  | گوانگ‌ژو، چین                  | روسیه               | ترکیه               | ژاپن             |
| ۲۰۰۷ | سپتامبر ۱۷–۲۳        | باکو، آذربایجان               | روسیه               | ایالات متحده آمریکا | ژاپن             |
| ۲۰۰۸ | اکتبر ۱۱–۱۳          | توکیو، ژاپن                   | —                   | —                   | ژاپن             |
| ۲۰۰۹ | سپتامبر ۲۱–۲۷        | هرنینگ، دانمارک               | روسیه               | ترکیه               | جمهوری آذربایجان |
| ۲۰۱۰ | سپتامبر ۶–۱۲         | مسکو، روسیه                   | روسیه               | روسیه               | ژاپن             |
| ۲۰۱۱ | سپتامبر ۱۲–۱۸        | استانبول، ترکیه               | روسیه               | روسیه               | ژاپن             |
| ۲۰۱۲ | سپتامبر ۲۷–۲۹        | استراتکونا، کانادا            | —                   | —                   | چین              |
| ۲۰۱۳ | سپتامبر ۱۶–۲۲        | بوداپست، مجارستان             | ایران               | روسیه               | ژاپن             |
| ۲۰۱۴ | سپتامبر ۸–۱۴         | تاشکند، ازبکستان              | روسیه               | ایران               | ژاپن             |
| ۲۰۱۵ | سپتامبر ۷–۱۵         | لاس وگاس، ایالات متحده آمریکا | روسیه               | روسیه               | ژاپن             |
| ۲۰۱۶ | دسامبر ۱۰–۱۱         | بوداپست، مجارستان             | —                   | —                   | —                |
| ۲۰۱۷ | اوت ۲۱–۲۶            | پاریس، فرانسه                 | ایالات متحده آمریکا | روسیه               | ژاپن             |
| ۲۰۱۸ | اکتبر ۲۲–۲۸          | بوداپست، مجارستان             | روسیه               | روسیه               | ژاپن             |
| ۲۰۱۹ | سپتامبر ۱۴–۲۲        | آستانه، قزاقستان              | روسیه               | روسیه               | ژاپن             |
| ۲۰۲۱ | اکتبر ۲–۱۰           | اسلو، نروژ                    | روسیه               | روسیه               | ژاپن             |
| ۲۰۲۲ | سپتامبر ۱۰–۱۸        | بلگراد، صربستان               | ایالات متحده آمریکا | ترکیه               | ژاپن             |
| ۲۰۲۳ | سپتامبر ۱۶–۲۴        | بلگراد، صربستان               | ایالات متحده آمریکا | جمهوری آذربایجان    | ژاپن             |
| ۲۰۲۴ | اکتبر ۲۸–۳۱          | تیرانا، آلبانی                | گرجستان · ژاپن      | جمهوری آذربایجان    | ژاپن             |

## جدول تمامی مدال‌ها
به‌روز رسانی شده پس از پایان مسابقات قهرمانی جهان ۲۰۲۴
| رتبه            | کشور                   | طلا  | نقره | برنز | مجموع |
| --------------- | ---------------------- | ---- | ---- | ---- | ----- |
| ۱               | اتحاد جماهیر شوروی     | ۲۵۳  | ۹۳   | ۶۹   | ۴۱۵   |
| ۲               | ژاپن                   | ۱۳۹  | ۷۵   | ۸۸   | ۳۰۲   |
| ۳               | روسیه                  | ۱۱۱  | ۶۷   | ۹۶   | ۲۷۴   |
| ۴               | ایالات متحده آمریکا    | ۸۶   | ۱۰۵  | ۱۱۳  | ۳۰۴   |
| ۵               | ایران                  | ۷۱   | ۶۷   | ۸۰   | ۲۱۸   |
| ۶               | بلغارستان              | ۶۳   | ۹۵   | ۱۰۳  | ۲۶۱   |
| ۷               | ترکیه                  | ۶۰   | ۶۳   | ۸۴   | ۲۰۷   |
| ۸               | مجارستان               | ۳۳   | ۵۴   | ۵۳   | ۱۴۰   |
| ۹               | کوبا                   | ۳۲   | ۲۸   | ۴۹   | ۱۰۹   |
| ۱۰              | سوئد                   | ۳۱   | ۴۰   | ۴۸   | ۱۱۹   |
| ۱۱              | چین                    | ۲۹   | ۲۲   | ۳۹   | ۹۰    |
| ۱۲              | فرانسه                 | ۲۷   | ۲۳   | ۲۵   | ۷۵    |
| ۱۳              | آذربایجان              | ۲۲   | ۳۴   | ۳۹   | ۹۵    |
| ۱۴              | آلمان                  | ۲۲   | ۲۸   | ۴۸   | ۹۸    |
| ۱۵              | فنلاند                 | ۲۲   | ۲۶   | ۲۵   | ۷۳    |
| ۱۶              | اوکراین                | ۱۹   | ۲۱   | ۶۱   | ۱۰۱   |
| ۱۷              | گرجستان                | ۱۷   | ۲۱   | ۴۴   | ۸۲    |
| ۱۸              | لهستان                 | ۱۵   | ۳۸   | ۳۹   | ۹۲    |
| ۱۹              | رومانی                 | ۱۵   | ۳۳   | ۳۸   | ۸۶    |
| ۲۰              | کرهٔ جنوبی              | ۱۴   | ۲۳   | ۲۵   | ۶۲    |
| ۲۱              | کانادا                 | ۱۴   | ۱۸   | ۳۲   | ۶۴    |
| ۲۲              | ارمنستان               | ۱۴   | ۱۰   | ۲۲   | ۴۶    |
| ۲۳              | نروژ                   | ۱۲   | ۱۷   | ۲۹   | ۵۸    |
| ۲۴              | اتریش                  | ۱۱   | ۹    | ۸    | ۲۸    |
| ۲۵              | کرهٔ شمالی              | ۱۰   | ۵    | ۱۰   | ۲۵    |
| ۲۶              | آلمان غربی             | ۹    | ۱۳   | ۱۹   | ۴۱    |
| ۲۷              | آلمان شرقی             | ۸    | ۲۳   | ۲۳   | ۵۴    |
| ۲۸              | قرقیزستان              | ۸    | ۵    | ۱۳   | ۲۶    |
| ۲۹              | صربستان                | ۸    | ۱    | ۱۲   | ۲۱    |
| ۳۰              | مغولستان               | ۷    | ۲۸   | ۴۴   | ۷۹    |
| ۳۱              | قزاقستان               | ۷    | ۲۱   | ۳۵   | ۶۳    |
| ۳۲              | بلاروس                 | ۶    | ۱۷   | ۲۷   | ۵۰    |
| ۳۳              | ازبکستان               | ۶    | ۱۱   | ۲۲   | ۳۹    |
| ۳۴              | یوگسلاوی               | ۵    | ۱۹   | ۱۷   | ۴۱    |
| ۳۵              | دانمارک                | ۵    | ۸    | ۱۰   | ۲۳    |
| ۳۶              | مولدووا                | ۴    | ۸    | ۴    | ۱۶    |
| ۳۷              | روسیه                  | ۴    | ۵    | ۹    | ۱۸    |
| ۳۸              | ایتالیا                | ۳    | ۸    | ۱۲   | ۲۳    |
| ۳۹              | چکسلواکی               | ۳    | ۶    | ۱۱   | ۲۰    |
| ۴۰              | ونزوئلا                | ۳    | ۴    | ۵    | ۱۲    |
| ۴۱              | مصر                    | ۳    | ۳    | ۶    | ۱۲    |
| –               | ورزشکاران مجاز بی‌طرف   | ۳    | ۳    | ۶    | ۱۲    |
| ۴۲              | استونی                 | ۲    | ۳    | ۵    | ۱۰    |
| ۴۳              | هند                    | ۱    | ۵    | ۱۷   | ۲۳    |
| ۴۴              | تایوان                 | ۱    | ۵    | ۶    | ۱۲    |
| ۴۵              | یونان                  | ۱    | ۳    | ۱۲   | ۱۶    |
| ۴۶              | اسرائیل                | ۱    | ۱    | ۴    | ۶     |
| ۴۷              | بحرین                  | ۱    | ۱    | ۰    | ۲     |
| ۴۸              | آلبانی                 | ۱    | ۰    | ۲    | ۳     |
| ۴۹              | بلژیک                  | ۱    | ۰    | ۱    | ۲     |
| ۵۰              | اسلواکی                | ۰    | ۴    | ۵    | ۹     |
| ۵۱              | چک                     | ۰    | ۲    | ۵    | ۷     |
| ۵۲              | پورتوریکو              | ۰    | ۲    | ۱    | ۳     |
| ۵۳              | نیجریه                 | ۰    | ۱    | ۵    | ۶     |
| ۵۴              | لیتوانی                | ۰    | ۱    | ۴    | ۵     |
| ۵۵              | لتونی                  | ۰    | ۱    | ۳    | ۴     |
| ۵۵              | هلند                   | ۰    | ۱    | ۳    | ۴     |
| ۵۷              | کرواسی                 | ۰    | ۱    | ۲    | ۳     |
| ۵۸              | تاجیکستان              | ۰    | ۱    | ۱    | ۲     |
| ۵۸              | لبنان                  | ۰    | ۱    | ۱    | ۲     |
| ۵۸              | مقدونیه شمالی          | ۰    | ۱    | ۱    | ۲     |
| ۶۱              | برزیل                  | ۰    | ۱    | ۰    | ۱     |
| ۶۱              | ترکمنستان              | ۰    | ۱    | ۰    | ۱     |
| ۶۱              | تونس                   | ۰    | ۱    | ۰    | ۱     |
| ۶۴              | اسپانیا                | ۰    | ۰    | ۳    | ۳     |
| ۶۴              | سوئیس                  | ۰    | ۰    | ۳    | ۳     |
| ۶۶              | بوهم                   | ۰    | ۰    | ۲    | ۲     |
| ۶۶              | پاکستان                | ۰    | ۰    | ۲    | ۲     |
| ۶۶              | کلمبیا                 | ۰    | ۰    | ۲    | ۲     |
| ۶۹              | United World Wrestling | ۰    | ۰    | ۱    | ۱     |
| ۶۹              | آرژانتین               | ۰    | ۰    | ۱    | ۱     |
| ۶۹              | اکوادور                | ۰    | ۰    | ۱    | ۱     |
| ۶۹              | بریتانیای کبیر         | ۰    | ۰    | ۱    | ۱     |
| ۶۹              | سان مارینو             | ۰    | ۰    | ۱    | ۱     |
| ۶۹              | سوریه                  | ۰    | ۰    | ۱    | ۱     |
| ۶۹              | شیلی                   | ۰    | ۰    | ۱    | ۱     |
| مجموع (۷۵ کشور) | مجموع (۷۵ کشور)        | ۱۲۴۳ | ۱۲۳۵ | ۱۶۳۹ | ۴۱۱۷  |

- نام‌هایی که به صورت مورب هستند، کشورهایی می‌باشند که دیگر وجود خارجی ندارند.

## عنوان‌های تیمی
به‌روز رسانی شده پس از پایان مسابقات قهرمانی جهان ۲۰۲۴
| کشور                | FS | GR | FW | مجموع |
| ------------------- | -- | -- | -- | ----- |
| اتحاد جماهیر شوروی  | ۲۲ | ۲۶ | ۰  | ۴۸    |
| روسیه               | ۱۳ | ۱۴ | ۲  | ۲۹    |
| ژاپن                | ۱  | ۰  | ۲۷ | ۲۸    |
| ترکیه               | ۵  | ۳  | ۰  | ۸     |
| ایالات متحده آمریکا | ۵  | ۱  | ۱  | ۷     |
| ایران               | ۵  | ۱  | -  | ۶     |
| چین                 | ۰  | ۰  | ۲  | ۲     |
| گرجستان             | ۲  | ۱  | ۰  | ۳     |
| فدراسیون کشتی روسیه | ۱  | ۱  | ۰  | ۲     |
| جمهوری آذربایجان    | ۰  | ۲  | ۱  | ۳     |
| بلغارستان           | ۰  | ۱  | ۰  | ۱     |
| کوبا                | ۰  | ۱  | ۰  | ۱     |
| مجارستان            | ۰  | ۱  | ۰  | ۱     |
| نروژ                | ۰  | ۰  | ۱  | ۱     |
| سوئد                | ۰  | ۱  | ۰  | ۱     |

## چند مدال طلایی‌ها
در جدول‌های زیر نام کشتی‌گیرانی که حداقل ۵ نشان طلا کسب کرده‌اند آورده شده‌است. اعداد پررنگ نشان دهندهٔ بیشترین مدال‌های کسب شده در میان تمام کشتی‌گیران آن بخش است (کسانی که در این جدول‌ها قرار ندارند نیز شامل شده‌اند) و نام‌های پررنگ نشان دهندهٔ کشتی‌گیرانی است که همچنان فعالیت داشته و در رقابت‌ها حضور دارند.

### آزاد مردان
| رتبه | کشتی‌گیر             | کشور                       | اوزان                             | از   | تا   | طلا | نقره | برنز | مجموع |
| ---- | ------------------- | -------------------------- | --------------------------------- | ---- | ---- | --- | ---- | ---- | ----- |
| ۱    | والنتین یوردانف     | بلغارستان                  | ۵۲ ک‌گ                             | ۱۹۸۳ | ۱۹۹۵ | ۷   | ۲    | ۱    | ۱۰    |
| ۲    | الکساندر مدوید      | اتحاد جماهیر شوروی         | ۸۷+ ک‌گ / ۹۷ ک‌گ / ۹۷+ ک‌گ / ۱۰۰+ ک‌گ | ۱۹۶۱ | ۱۹۷۱ | ۷   | ۱    | ۱    | ۹     |
| ۳    | سرگئی بلوگلازوف     | اتحاد جماهیر شوروی         | ۵۷ ک‌گ / ۶۲ ک‌گ                     | ۱۹۷۹ | ۱۹۸۷ | ۶   | ۱    | –    | ۷     |
| ۳    | آرسن فادزائف        | اتحاد جماهیر شوروی         | ۶۸ ک‌گ / ۷۴ ک‌گ                     | ۱۹۸۳ | ۱۹۹۱ | ۶   | ۱    | –    | ۷     |
| ۵    | جردن باروز          | ایالات متحده آمریکا        | ۷۴ ک‌گ / ۷۹ ک‌گ                     | ۲۰۱۱ | ۲۰۲۲ | ۶   | –    | ۳    | ۹     |
| ۶    | بووایسار سایتیف     | روسیه                      | ۷۴ ک‌گ / ۷۶ ک‌گ                     | ۱۹۹۵ | ۲۰۰۵ | ۶   | –    | –    | ۶     |
| ۷    | ماخاربک خادارتسف    | اتحاد جماهیر شوروی · روسیه | ۹۰ ک‌گ                             | ۱۹۸۶ | ۱۹۹۵ | ۵   | ۲    | ۱    | ۸     |
| ۸    | حاجی‌مراد گاتسالوف   | روسیه                      | ۹۶ ک‌گ / ۱۲۰ ک‌گ / ۱۲۵ ک‌گ           | ۲۰۰۵ | ۲۰۱۴ | ۵   | ۱    | ۱    | ۷     |
| ۹    | علی علیف            | اتحاد جماهیر شوروی         | ۵۲ ک‌گ / ۵۷ ک‌گ                     | ۱۹۵۹ | ۱۹۶۷ | ۵   | ۱    | –    | ۶     |
| ۹    | عبدالرشید سعدالله‌اف | روسیه · ف. ک. روسیه        | ۸۶ ک‌گ / ۹۷ ک‌گ                     | ۲۰۱۴ | ۲۰۲۱ | ۵   | ۱    | –    | ۶     |
| ۱۱   | لری خابلوف          | اتحاد جماهیر شوروی · روسیه | ۱۰۰ ک‌گ / ۱۳۰ ک‌گ                   | ۱۹۸۵ | ۱۹۹۵ | ۵   | –    | ۱    | ۶     |
| ۱۲   | عبدالله موحد        | ایران                      | ۷۰ ک‌گ / ۶۸ ک‌گ                     | ۱۹۶۵ | ۱۹۷۰ | ۵   | –    | –    | ۵     |

### فرنگی مردان
| رتبه | کشتی‌گیر          | کشور                       | اوزان           | از   | تا   | طلا | نقره | برنز | مجموع |
| ---- | ---------------- | -------------------------- | --------------- | ---- | ---- | --- | ---- | ---- | ----- |
| ۱    | الکساندر کارلین  | اتحاد جماهیر شوروی · روسیه | ۱۳۰ ک‌گ          | ۱۹۸۹ | ۱۹۹۹ | ۹   | –    | –    | ۹     |
| ۲    | حمید سوریان      | ایران                      | ۵۵ ک‌گ / ۵۹ ک‌گ   | ۲۰۰۵ | ۲۰۱۴ | ۶   | –    | –    | ۶     |
| ۳    | میخایین لوپز     | کوبا                       | ۱۲۰ ک‌گ / ۱۳۰ ک‌گ | ۲۰۰۵ | ۲۰۱۵ | ۵   | ۳    | –    | ۸     |
| ۴    | گوگی کوگواشویلی  | روسیه                      | ۹۰ ک‌گ / ۹۷ ک‌گ   | ۱۹۹۳ | ۱۹۹۹ | ۵   | –    | ۱    | ۶     |
| ۵    | نیکولای بالبوشین | اتحاد جماهیر شوروی         | ۱۰۰ ک‌گ          | ۱۹۷۳ | ۱۹۷۹ | ۵   | –    | –    | ۵     |
| ۵    | ویکتور ایگومنف   | اتحاد جماهیر شوروی         | ۷۸ ک‌گ / ۷۴ ک‌گ   | ۱۹۶۶ | ۱۹۷۱ | ۵   | –    | –    | ۵     |
| ۵    | والری رزانتسف    | اتحاد جماهیر شوروی         | ۹۰ ک‌گ           | ۱۹۷۰ | ۱۹۷۵ | ۵   | –    | –    | ۵     |
| ۵    | الکساندر توموف   | بلغارستان                  | ۱۰۰+ ک‌گ         | ۱۹۷۱ | ۱۹۷۹ | ۵   | –    | –    | ۵     |

### آزاد زنان
| رتبه | کشتی‌گیر                  | کشور                | اوزان                         | از   | تا   | طلا | نقره | برنز | مجموع |
| ---- | ------------------------ | ------------------- | ----------------------------- | ---- | ---- | --- | ---- | ---- | ----- |
| ۱    | سائوری یوشیدا            | ژاپن                | ۵۵ ک‌گ / ۵۳ ک‌گ                 | ۲۰۰۲ | ۲۰۱۵ | ۱۳  | –    | –    | ۱۳    |
| ۲    | کائوری ایچو              | ژاپن                | ۶۳ ک‌گ / ۵۸ ک‌گ                 | ۲۰۰۲ | ۲۰۱۵ | ۱۰  | –    | –    | ۱۰    |
| ۳    | هیتومی اوبارا            | ژاپن                | ۵۱ ک‌گ / ۴۸ ک‌گ                 | ۲۰۰۰ | ۲۰۱۱ | ۸   | –    | –    | ۸     |
| ۴    | کریستین نوردهاگن ویرلینگ | کانادا              | ۷۰ ک‌گ / ۶۸ ک‌گ / ۷۵ ک‌گ         | ۱۹۹۳ | ۲۰۰۱ | ۶   | ۱    | ۱    | ۸     |
| ۵    | یایوی اورانو             | ژاپن                | ۷۵ ک‌گ / ۷۰ ک‌گ / ۶۵ ک‌گ         | ۱۹۹۰ | ۱۹۹۶ | ۶   | ۱    | –    | ۷     |
| ۶    | ادلاین گری               | ایالات متحده آمریکا | ۶۷ ک‌گ / ۷۲ ک‌گ / ۷۵ ک‌گ / ۷۶ ک‌گ | ۲۰۱۱ | ۲۰۲۱ | ۶   | –    | ۲    | ۷     |
| ۷    | کیوکو هاماگوچی           | ژاپن                | ۷۵ ک‌گ / ۷۲ ک‌گ                 | ۱۹۹۷ | ۲۰۱۰ | ۵   | ۲    | ۳    | ۱۰    |
| ۸    | ژونگ ژیوئه               | چین                 | ۴۴ ک‌گ / ۴۷ ک‌گ / ۴۶ ک‌گ         | ۱۹۹۱ | ۱۹۹۹ | ۵   | ۲    | –    | ۷     |
| ۹    | شوکو یوشیمورا            | ژاپن                | ۴۴ ک‌گ                         | ۱۹۸۷ | ۱۹۹۶ | ۵   | ۱    | ۳    | ۹     |
| ۱۰   | لیو دونگ‌فنگ              | چین                 | ۷۵ ک‌گ                         | ۱۹۹۱ | ۱۹۹۷ | ۵   | –    | ۱    | ۶     |
| ۱۰   | استانکا زلاتوا           | بلغارستان           | ۷۲ ک‌گ                         | ۲۰۰۶ | ۲۰۱۱ | ۵   | –    | ۱    | ۶     |
| ۱۲   | نیکولا هارتمن            | اتریش               | ۶۱ ک‌گ / ۶۲ ک‌گ                 | ۱۹۹۳ | ۲۰۰۰ | ۵   | –    | –    | ۵     |